# Ilimba
La ilimba és un instrument de percussió que pertany a la família dels lamel·lòfons. Es troba en el grup dels pianos de polze, encara que la denominació no és del tot correcta perquè poden tocar-se amb més dits. A Tanzània se'l coneix també amb diferents noms. S'utilitza a l'àrea del sud-est africà.
Al llarg del temps s'han desenvolupat diversos tipus de pianos de polze; la construcció i nom de l'instrument depèn de la cultura i llenguatge de la regió en la qual ens trobem. Segons la tribu, ens trobem amb mbires a Zimbàbue; likembe o sansa al Congo; ilimba i xirimba a Tanzània, o kalimba a Kenya. La construcció d'aquest tipus d'instruments és similar en tots els casos. Consisteix en una sèrie de làmines metàl·liques de diferent forma i longitud, incorporades a un ressonador. Per a la construcció de les làmines es fan servir materials metàl·lics o reciclats, com ràdios de bicicleta.
La funció d'aquest tipus d'instruments no està referida únicament a l'entreteniment, sinó que està lligada a la religió, a l'animisme, com una forma de comunicar-se amb els esperits i els ancestres per mitjà del so, o a esdeveniments socials, com per exemple unes noces. El seu intèrpret més conegut és Hukwe Zawose.

## Discos
- Tanzania: the Art of Hukwe Ubi Zawose: songs accompanied by Ilimba and Izeze, CD (1990)